# Électronique noire

Électronique Noire (sorti en 1998 à Oslo, en Norvège, sorti par Jazzland et EmArcy Records) est un album de Nu jazz du guitariste Eivind Aarset,,.

## Arrière-plan
C'est un premier album solo sur fond de rupture avec l'existant, et malgré la collaboration avec le trompettiste Nils Petter Molvær ainsi que l'enregistrement par le label Jazzland de Bugge Wesseltoft, Eivind Aarset demeure un précieux ambassadeur de la scène jazz norvégienne. Électronique noire a été classé « un des meilleurs albums électriques albums de l'ère post-Miles » par le New York Times,.

## Réception
La critique du site AllMusic donne à l'album 4 étoiles, et le Beate Nossum du journal norvégien Dagbladet lui en décerne 3.

## Titres
1. Dark Moisture (7:50)
2. Entrance / U-Bahn (8:33)
3. Lost And Found (7:32)
4. Superstrings (8:26)
5. Électronique Noire (3:53)
6. Wake-Up Call (6:36)
7. Namib (3:00)
8. Spooky Danish Valse (7:06)
9. Porcupine Night Walk (6:40)

## Crédits
- Arrangements : Eivind Aarset (pistes: 1-3 et 5 à 9)
- Compositions : Eivind Aarset (pistes: 1-6, 8 & 9)
- Conception de la couverture : Tina Jørgensen
- Guitares, programmation, sampling, basse, production : Eivind Aarset
- Masterisation : Bernhard Löhr
- Photographie : Tapis de H. Ljungberg
- Enregistrement : Eivind Aarset (pistes: 1, 3-9)